# University of Vermont
The University of Vermont and State Agricultural College, vardagligt endast University of Vermont, är ett amerikanskt offentligt forskningsuniversitet som ligger i Burlington i Vermont och hade totalt 11 823 studenter (10 513 undergraduate students, 23 postgraduate students, 461 doktorander och 826 övriga studenter) för hösten 2017.
Den 4 mars 1791 gick Vermont med i Amerikas förenta stater och universitet grundades senare under samma år. Verksamheten tog dock emot sina första studenter ett decennium senare. Den 2 juli 1862 signerade den 16:e amerikanska presidenten Abraham Lincoln ett dekret med namnet Morrill Land-Grant Acts som godkände att delstaterna fick bygga delstatliga lärosäten på federal mark; detta resulterade i att universitet gick ihop med Vermont Agricultural College tre år senare. 1871 antog man två kvinnor till att studera på universitet och fyra år senare blev man första amerikanska universitet att tillåta kvinnor att studera på heltid. 1877 var universitetet också först med att tillåta afroamerikaner att studera.
Universitet tävlar med 17 universitetslag i olika idrotter via deras idrottsförening Vermont Catamounts.

## Alumner
| Advokater - Paul Harris Aktivister - Jody Williams Astronauter - Duane E. Graveline Brottslingar - H.H. Holmes Filosofer - John Dewey Författare - Annie Proulx - Michael A. Stackpole Idrottare - Lowell Bailey - Connor Brickley - Barbara Cochran - Ross Colton - Ryan Gunderson - Albert Gutterson | - Beth Heiden - Billy Kidd - John LeClair - Aaron Miller - Kevan Miller - Torrey Mitchell - Klara Myrén - Michael Paliotta - Amanda Pelkey - Éric Perrin - Patrick Sharp - Martin St. Louis - Sebastian Stålberg - Viktor Stålberg - Tim Thomas Musiker - Dierks Bentley Politiker/offentlig förvaltning - Warren Austin - Jacob Collamer - Madeleine M. Kunin - David L. Morril | - John Eugene Osborne - William A. Palmer - Asahel Peck - Phil Scott - J. Gregory Smith - Charles W. Waterman - William A. Wheeler - Urban A. Woodbury Skådespelare - Ben Affleck - Mark Boone Junior - Kerr Smith USA:s första dam - Grace Coolidge |